# USS Demologos
El USS Demologos (Después renombrado: Fulton) fue el primer buque de guerra propulsado por una máquina de vapor. Era una Batería flotante de madera construida para defender el puerto de Nueva York de la Royal Navy durante la Guerra de 1812. El barco fue diseñado con un patrón único por Robert Fulton y pasó a llamarse Fulton después de su muerte. Debido al rápido final de la guerra, el Demologos nunca entró en acción y no se construyó ningún otro barco como este.

## Historia
El 9 de marzo de 1814, el Congreso de los Estados Unidos autorizó la construcción de un buque de guerra a vapor diseñado por Robert Fulton, pionero de los barcos de vapor comerciales en América del Norte. La construcción del barco comenzó el 20 de junio de 1814, en el astillero civil de Adam and Noah Brown, y el barco fue botado el 29 de octubre. Después de las pruebas en el mar, fue entregado a la Armada de los Estados Unidos en junio de 1816. El barco nunca recibió un nombre formal, Fulton lo bautizó Demologos o Demologus aunque después de su muerte en febrero de 1815, el barco se llamó Fulton.
Cuando se completó, la guerra para la que se había construido había terminado. Solo vio un día de servicio activo, cuando llevó al Presidente James Monroe en un recorrido por el Puerto de Nueva York. Se añadió una plataforma latina de dos mástiles por orden de su primer comandante, el capitán David Porter. En 1821 se retiraron su armamento y maquinaria, El resto de su carrera la pasó guardada en reserva. después de 1825 sirvió como cuartel flotante para Brooklyn Navy Yard. Llegó a su fin el 4 de junio de 1829 en una explosión de pólvora. Explotó mientras estaba anclado matando 48 hombres, entre ellos un oficial.

## Diseño e Impacto

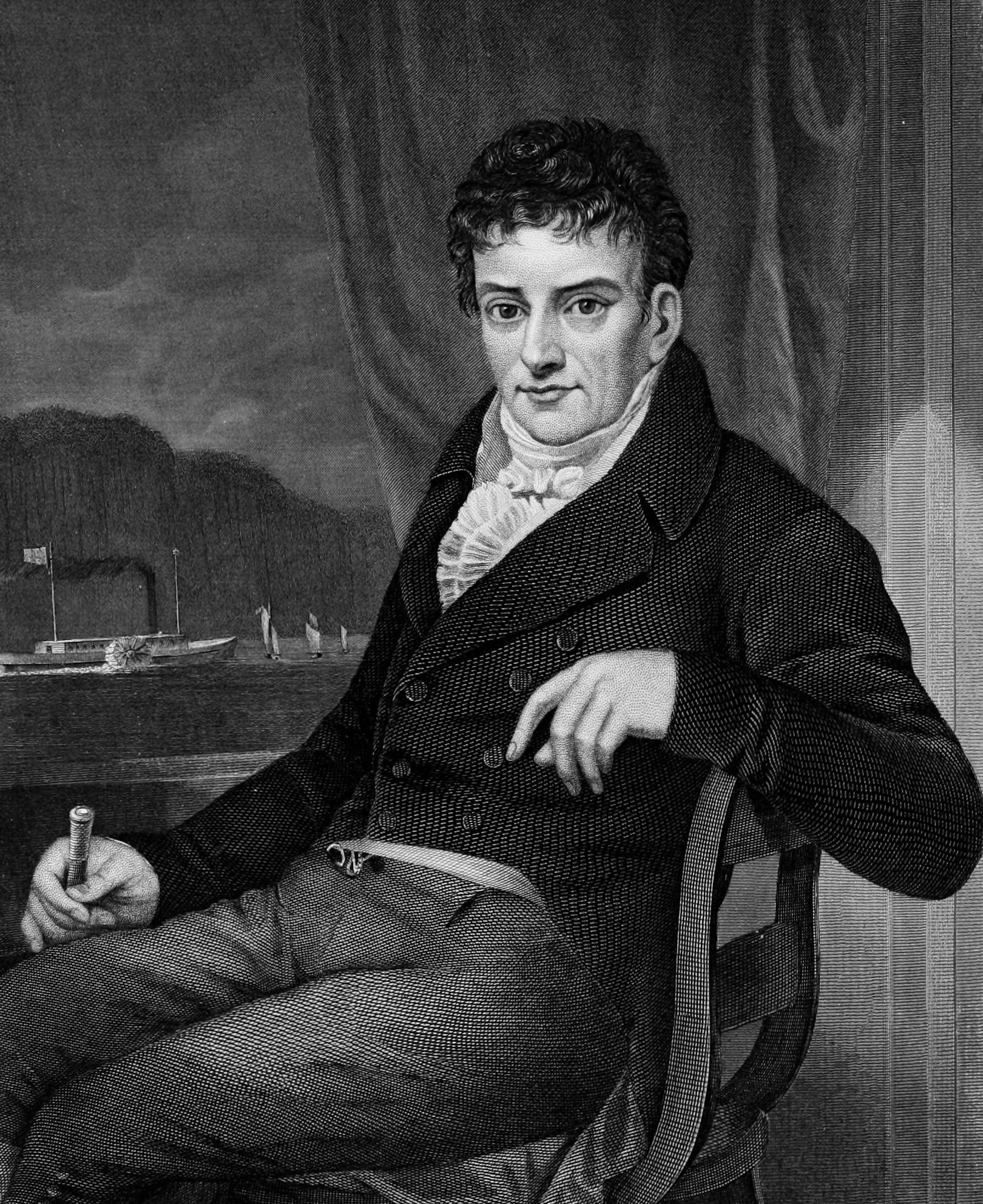
Robert Fulton, Pionero de los Barcos a Vapor.

El Demologos tenía un diseño completamente único e innovador. Un Catamarán, su rueda de paletas estaba intercalada entre dos cascos. Cada casco se construyó con un grosor de 1,5 m (4,9 pies) para protegerlo contra los disparos. La máquina de vapor, montada por debajo de la línea de flotación en uno de los cascos, era capaz de dar una velocidad de 5,5 nudos (10,2 km/h) en condiciones favorables. Aunque se diseñó para transportar 30 cañones de 32 libras, 24 de babor y estribor, 6 de proa y popa, la Marina tuvo problemas para adquirir suficientes cañones y se montó un número variable mientras estaba en servicio real. El Demologos también se construyó para dos Columbiads de 100 libras, uno montado en la proa y otro en la popa, estas armas nunca se instalaron.
El diseño de Fulton resolvió varios de los problemas inherentes a los buques de guerra propulsados por ruedas de paletas, lo que llevó a la adopción del vapor de paletas como un buque de guerra efectivo en las décadas siguientes. Al colocar la rueda de paletas en el centro, intercalada entre dos cascos, Fulton la protegió de los disparos. Este diseño también permitió que el barco montara una andanada completa de armas.
La máquina de vapor ofrecía la perspectiva de una ventaja táctica contra los buques de guerra a vela. En una calma, los barcos de vela dependían de la mano de obra de sus tripulaciones para remolcar barcos o fondear con el ancla, al Demologos a vapor, le habría resultado fácil superar en maniobras a un navío de línea en un clima tranquilo.
La construcción innovadora y la potencia de vapor también limitaron fundamentalmente el papel que Demologos podía desempeñar. Con un motor poco fiable y un casco inadecuado para navegar, el Demologos no podía viajar en alta mar. La Armada de los Estados Unidos planeó construir una serie de baterías de vapor similares, pero ninguno de estos planes salió de la mesa de dibujo hasta el USS Fulton de 1837. Varias armadas europeas también consideraron adquirir el Demologos, pero estas consultas no dieron resultado.
El Demologos fue en última instancia, un callejón sin salida en la introducción de la energía de vapor en el buque de guerra. Los barcos de vapor armados proliferaron en las décadas de 1830 y 1840 como remolcadores y transportes armados. Durante la Guerra Civil la Armada de los Estados Unidos operó una serie de cañoneras de ruedas de paletas propulsadas por vapor revestidas de hierro como parte del escuadrón del Río Misisipi. Conocidos como cañoneras acorazadas de Clase City, ya que recibieron el nombre de las ciudades del río Misisipi o sus afluentes, estos barcos utilizaron una configuración de doble casco similar al diseño de Fulton, con la rueda de paletas en el centro. La rueda estaba protegida por una placa blindada, lo que permitía los costados anchos completos, así como los disparos de proa y popa. Un ejemplo, el USS Cairo, se exhibe en el Parque Militar Nacional de Vicksburg. La propulsión de rueda de paletas, más generalmente configuraciones de paletas laterales, en uso militar continuó hasta la Segunda Guerra Mundial con los portaaviones de entrenamiento USS Wolverine y USS Sable. Estos diseños generalmente se limitaban al uso en la marina de aguas marrones o en grandes lagos.
La propulsión de rueda de paletas impulsada por vapor finalmente se vería eclipsada por la introducción de la hélice de tornillo en la década de 1840, lo que permitió una versión impulsada por vapor del buque de línea y la fragata antes de que la energía de vapor se adaptara adecuadamente para su uso en una marina de aguas azules.